# یواس‌اس دولین (ای‌ام‌سی-۴۵)
یواس‌اس دولین (ای‌ام‌سی-۴۵) (به انگلیسی: USS Develin (AMc-45)) یک کشتی بود که طول آن ۹۷ فوت ۵ اینچ (۲۹٫۶۹ متر) بود. این کشتی در سال ۱۹۴۱ ساخته شد.